# Daniels Balodis
Daniels Balodis (Riga, 10 de junio de 1998) es un futbolista letón que juega en la demarcación de defensa para el 1. FC Tatran Prešov de la Superliga de Eslovaquia.

## Selección nacional
Tras jugar en varias categorías inferiores de la selección, finalmente hizo su debut con la selección de fútbol de Letonia en un partido de la Copa Báltica 2022 contra Estonia que finalizó con un resultado de empate a uno tras el gol de Sergei Zenjov para Estonia, y de Raimonds Krollis para el combinado letón.

## Clubes
| Club                    | País       | Año       | Partidos | Goles |
| ----------------------- | ---------- | --------- | -------- | ----- |
| Skonto F. C.            | Letonia    | 2014-2017 | 1        | 0     |
| F. K. RFS               | Letonia    | 2018      | 3        | 0     |
| BFC Daugavpils (cedido) | Letonia    | 2019      | 29       | 2     |
| F. K. Jelgava (cedido)  | Letonia    | 2020      | 7        | 0     |
| Valmiera F. C.          | Letonia    | 2020-2024 | 132      | 6     |
| F. K. RFS               | Letonia    | 2024-2025 | 25       | 3     |
| St. Johnstone F. C.     | Escocia    | 2025      | 16       | 2     |
| 1. FC Tatran Prešov     | Eslovaquia | 2025-     |          |       |

## Palmarés

### Títulos nacionales
| Título          | Club           | País    | Año  |
| --------------- | -------------- | ------- | ---- |
| Virslīga        | Valmiera F. C. | Letonia | 2022 |
| Copa de Letonia | F. K. RFS      | Letonia | 2024 |
| Virslīga        | F. K. RFS      | Letonia | 2024 |